# Embalse de San Gregorio
El embalse de San Gregorio es una pequeña infraestructura hidráulica española de la cuenca del Noguera Pallaresa, formado por una presa situada en el municipio de Castell de Mur, comarca del Pallars Jussá, provincia de Lérida, Cataluña. Está en desuso desde hace años.
Situado al norte de la ermita de San Gregorio, al norte de Vilamolat de Mur, la presa recoge las aguas del barranco de San Gregorio, del barranco de la Fuente de Borrell, de la llau de la Vinya del Serrat y del barranco del Coscollar.